# 신미경 (과학자)
신미경은 대한민국의 과학자이다. 성균관대학교 글로벌바이오메디컬공학과 교수로 재직 중 2020년 로레알-유네스코 선정 신진 과학자상(IRT)을 아시아 대표로 수상하였다.